# Панорама «Оборона Севастополя 1854—1855 років»
«Оборона Севастополя» — музей-панорама, присвячений першій обороні Севастополя. Франц Рубо працював над полотном протягом 1901—1904 років і закінчив його до п'ятдесятирічного ювілею оборони. У зовнішніх нішах будівлі музею-панорами встановлені мармурові погруддя героїв оборони Севастополя, в яких зображені адмірал Павло Нахімов, сестра милосердя Даша Севастопольська, хірург Микола Іванович Пирогов, матрос Петро Кішка та ін.

## Історичні події
У середині XIX століття біля стін Севастополя вирішувалася доля Кримської війни. Англія і Франція намагалися витіснити Росію з Балканського півострова і басейну Чорного моря. Одинадцять довгих місяців добірні сили противника, маючи чисельну перевагу і перевагу в озброєнні, стояли біля стін Севастополя. У березні 1856 року був укладений Паризький мирний договір, який не приніс повної перемоги жодній з супротивних сторін.
Проте, в обмін на повернення їй Севастополя, Російська імперія була змушена повернути Османської імперії Карс, передати Молдавському князівству гирло Дунаю та частину південної Бессарабії, відмовитись від протекторату над Волощиною, Сербією і Молдавою. Росія також позбавлялась права мати на Чорному морі військовий флот, фортеці та прибережні арсенали.

## Створення панорами
Автор панорами, основоположник російського панорамного мистецтва, професор класу батального живопису Петербурзької Академії мистецтв Франц Олексійович Рубо поклав в основу твору найяскравіший епізод севастопольської епопеї — бій на Малаховому кургані 6 червня 1855. У цей день 75-тисячна російська армія успішно відбила натиск 173-тисячного англо-французького війська.
Головним героєм битви Ф. А. Рубо вважав народ, в прославленні його подвигу він і бачив основне своє завдання. Роботу над панорамою художник розпочав у 1901 році. Приїхавши до Севастополя, він вивчав історичні документи, знайомився з місцями боїв, розмовляв з учасниками та очевидцями подій, а потім у Петербурзі створив ескіз картини. Величезне мальовниче полотно (14 м × 115 м) писалося в Мюнхені за допомогою художників Шенхена, Мерте, Фроша і 20 студентів Баварської академії мистецтв. Одночасно велася робота над створенням натурного плану площею 900 м². Влітку 1904 твір доставили до Севастополя, а 14 травня 1905 року, до 50-річчя героїчної оборони міста, панорама була відкрита для загального огляду. Одними з перших її відвідувачів були ветерани севастопольських битв, яких здивувала і зворушила достеменність відтворених подій.

## Порятунок панорами в роки другої оборони Севастополя
25 червня 1942 року під час бомбардування та артилерійського обстрілу в будівлі панорами потрапили німецькі бомби. Загорілося мальовниче полотно. Боротьба за порятунок картини тривала близько двох годин. Тільки героїчними зусиллями моряків-чорноморців і солдатів, що кинулися у вогонь, вдалося врятувати 86 окремих частин картини. Вночі 27 червня вцілілі фрагменти твору були завантажені на останній корабель, який прорвався до обложеного міста — лідер есмінців «Ташкент». На його борту розмістилися також 2 000 осіб — поранені, жінки і діти. У неймовірно важких умовах, під безперервною бомбардуванням німецьких літаків екіпажу корабля на чолі з їхнім командиром В. М. Єрошенком вдалося доставити людей і цінний вантаж до Новоросійська. Спеціальною комісією було встановлено, що врятовані дві третини картини площею 1 116 м², але стан полотна виключав можливість його реставрації.

## Відновлення панорами
Відразу ж після закінчення війни відродження панорами було включено у п'ятирічний план відновлення і розвитку народного господарства СРСР. Ця почесна місія покладалася на групу художників під керівництвом академіка живопису В. Н. Яковлєва. Після його смерті групу очолив академік живопису П. П. Соколов-Скаля. До складу творчого колективу входили професор П. М. Шухмін, один з найстаріших майстрів живопису М. Г. Котов, художники Б. М. Біляєв, В. І. Гранді, Г. А. Захаров, В. Г. Коржевський, Б. М. Котов, Б. Ю. Лоран, Є. І. Лобанов, А. П. Мерзляков, В. Є. Памфілії, Н. І. Плеханов, А. П. Романов, А. Ф. Суханов, М. К. Соломін, Ю. М. Трузе-Тернівська і М. І. Фірсов. Наукову консультацію здійснювали адмірал флоту Радянського Союзу професор І. С. Ісаков і кандидат військових наук А. М. Кузьмін. Радянські художники відновлювали панораму на підставі реставрованих фрагментів, фотографій, авторських етюдів, старих буклетів та інших збережених документів. Вони прагнули найбільш повно і правдиво зобразити військову обстановку, у якій відбувалися події, чітко передати севастопольський пейзаж. Як і Франц Рубо, вони безпосередньо з Малахова кургану зробили велику кількість замальовок та етюдів, що згодом склали точний композиційний малюнок панорами. У процесі роботи народжувалося багато нових художніх рішень. Предметний план був збагачений жанровими сценами «Як у землянці», «Денщик біля бочки з водою». Кількома новими епізодами поповнилося і мальовниче полотно. До 100-річчя першої героїчної оборони Севастополя, 16 жовтня 1954, панорама знову була відкрита.

## Фотографії

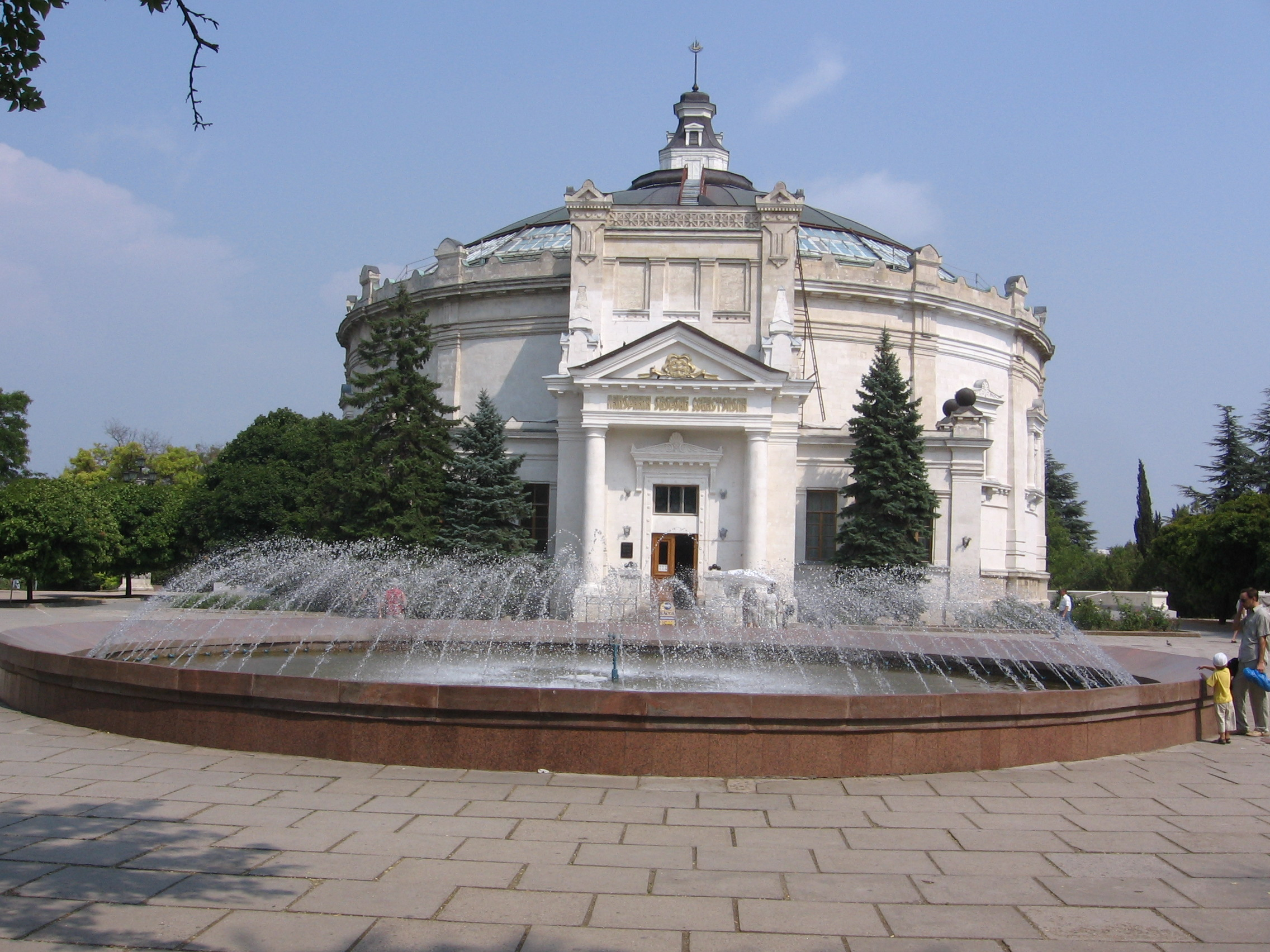
Будівля панорами.
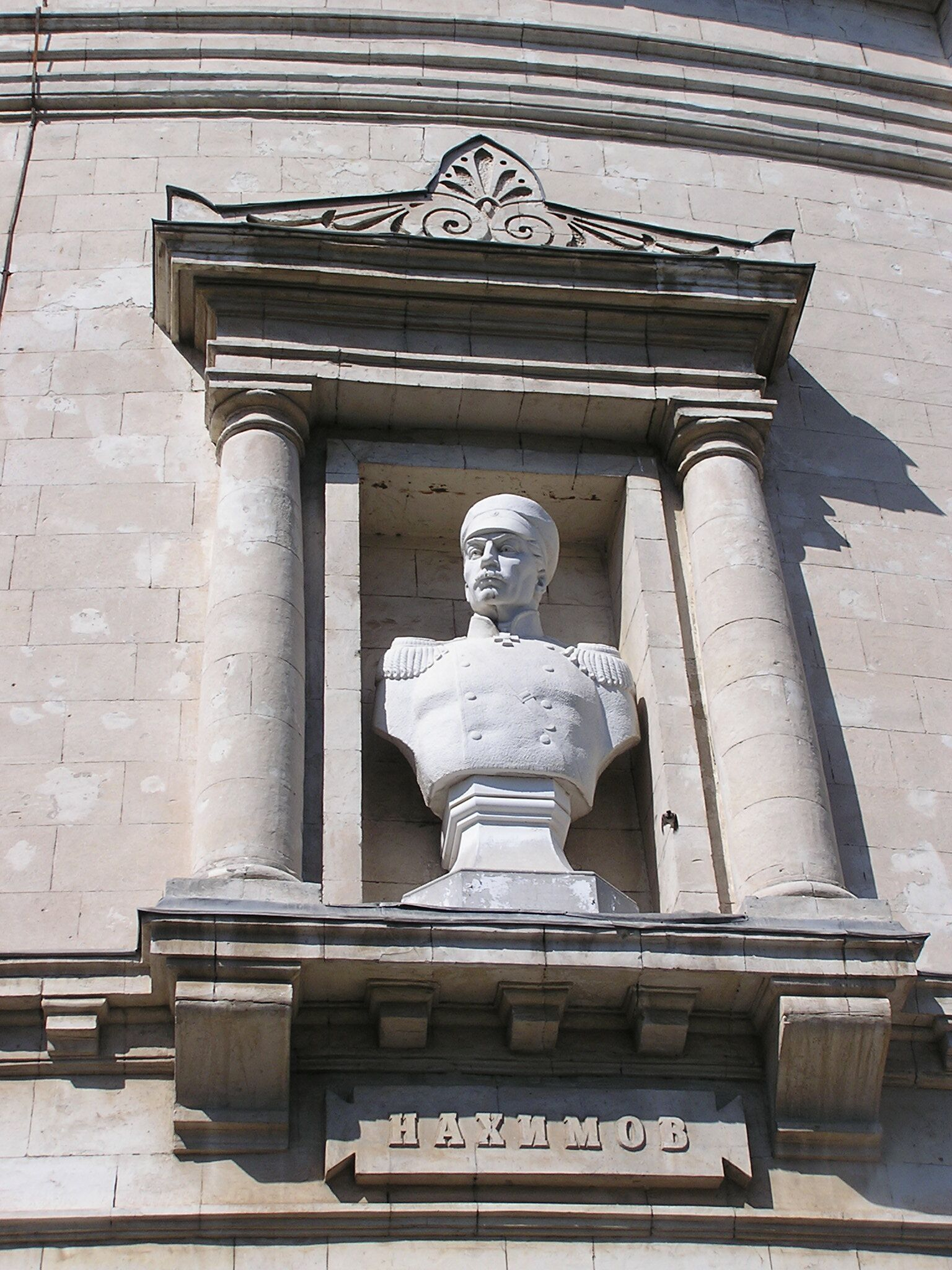
Бюст Нахімова (автор — Ніна Петрова).
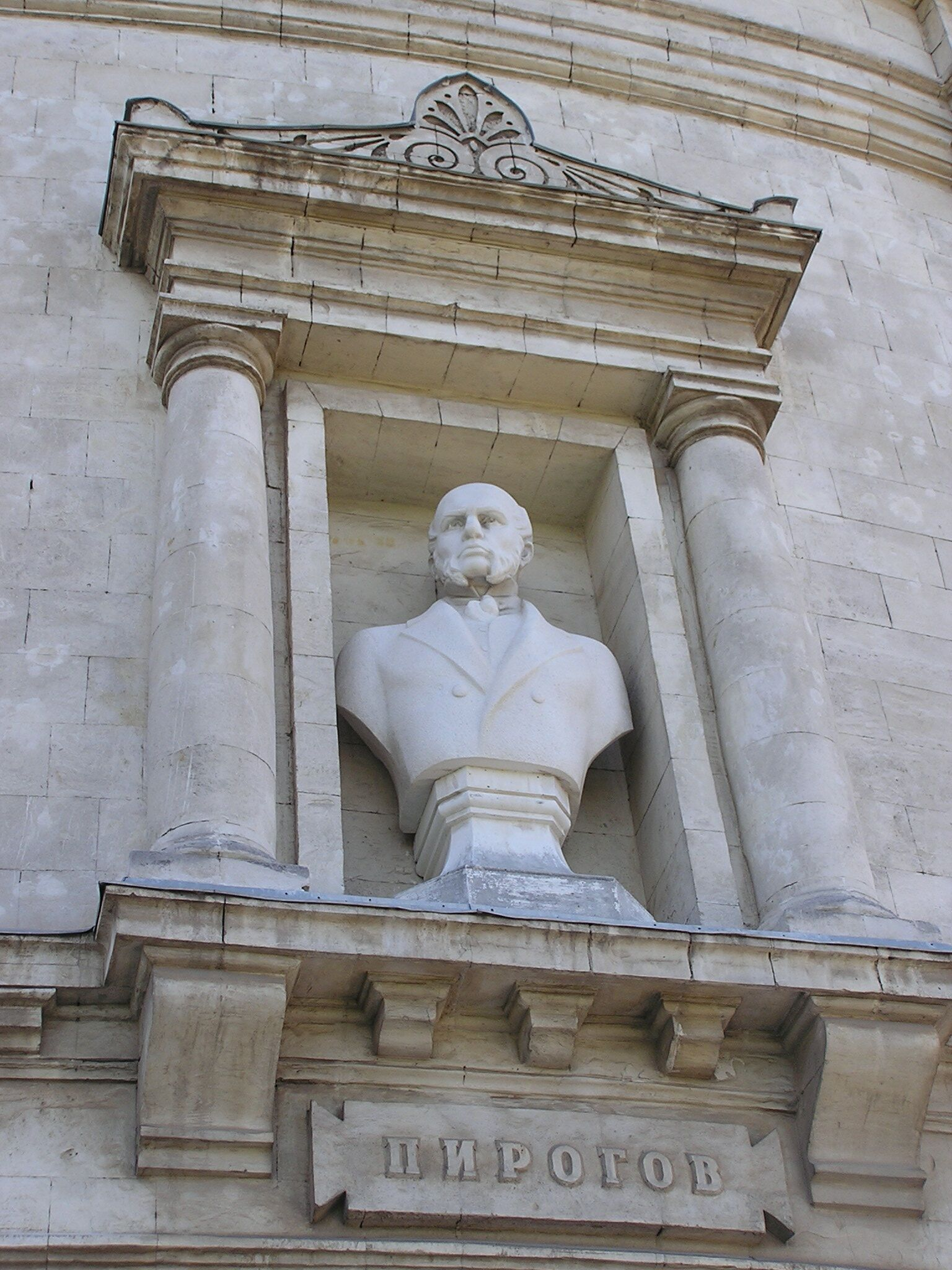
Бюст Пирогова.
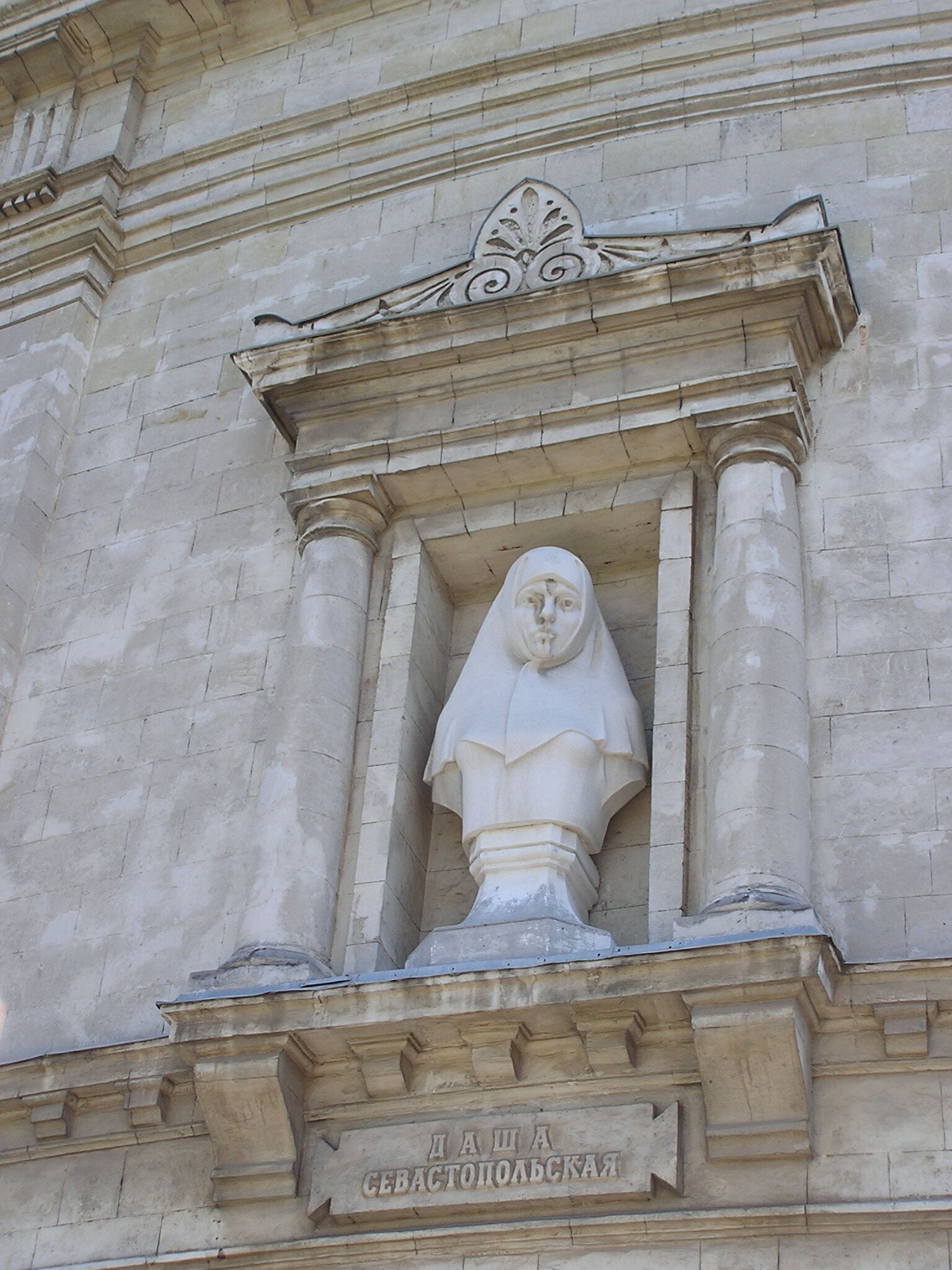
Даша Севастопольська.
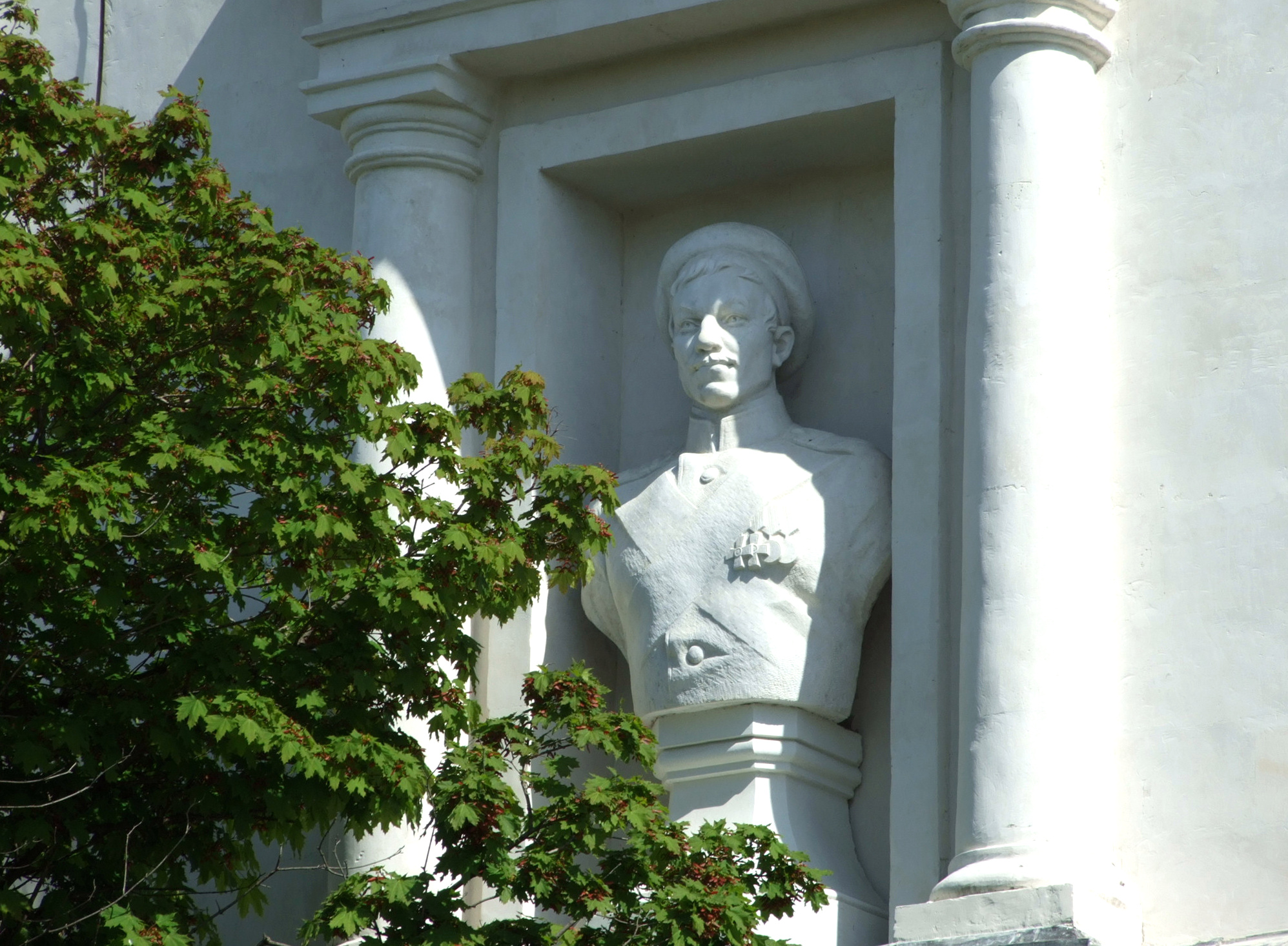
Бюст матроса Петра Кішки.
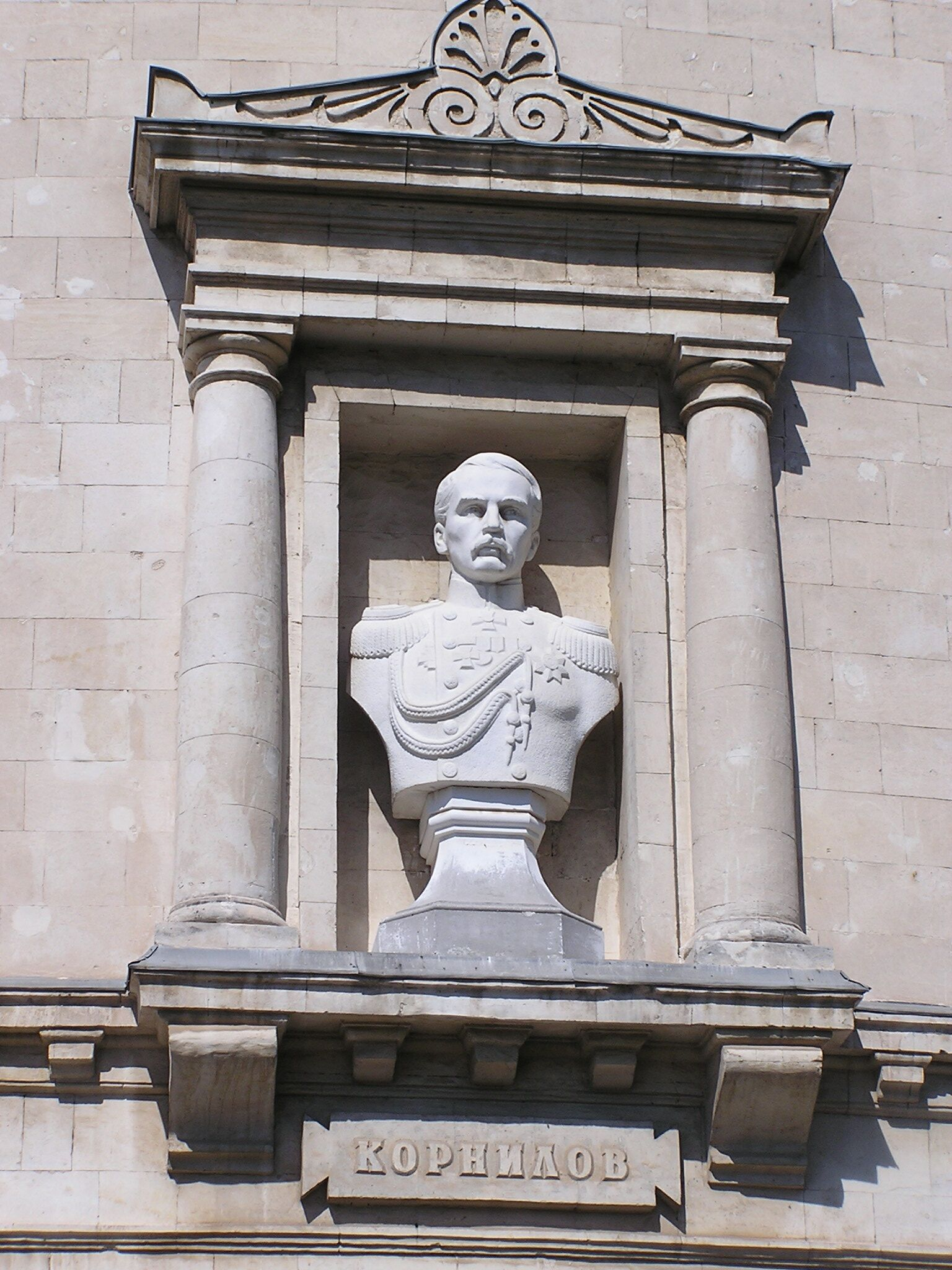
Бюст Корнілова (автор — Ніна Петрова).
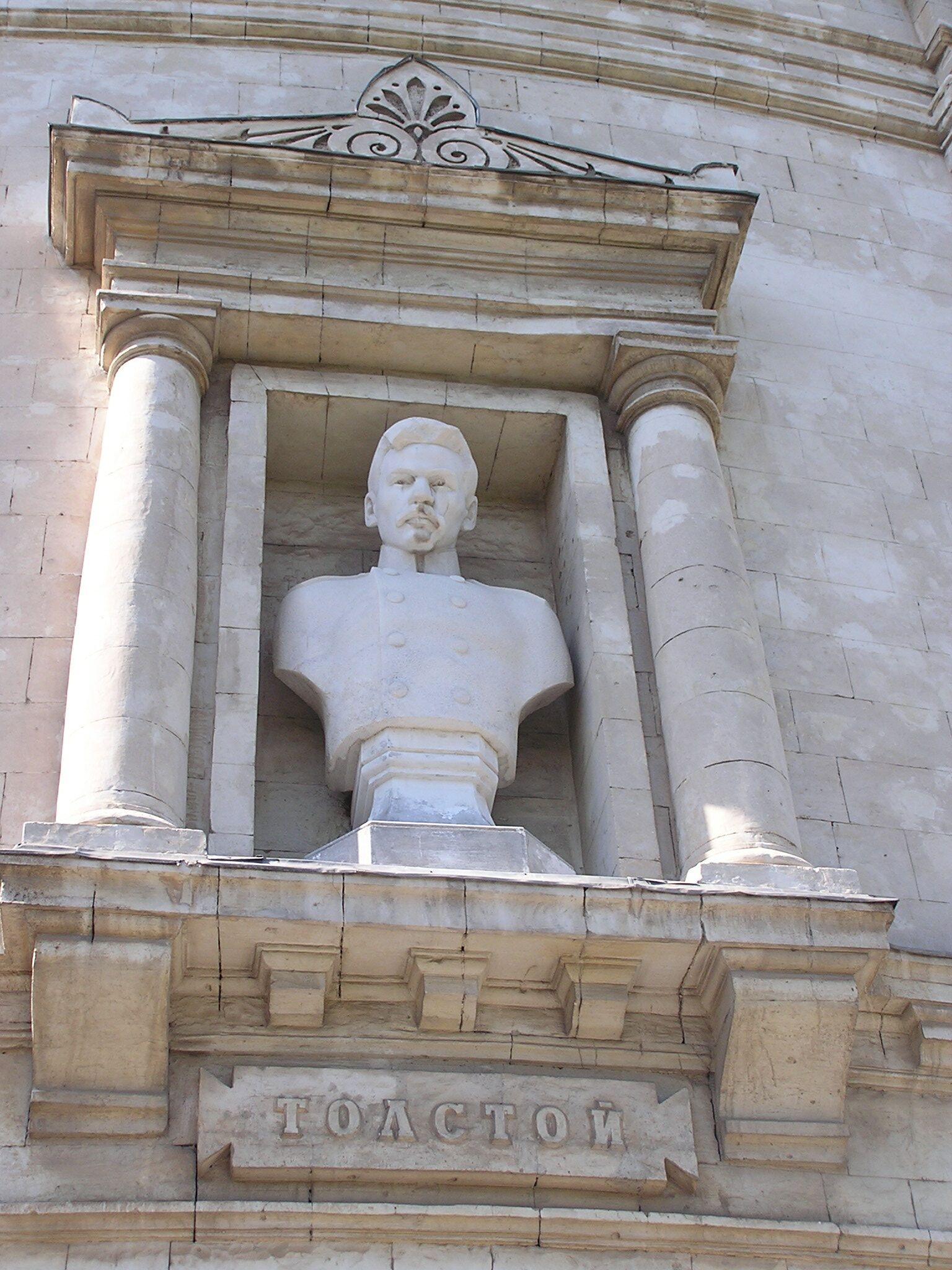
Бюст Толстого (автор — Ніна Петрова).
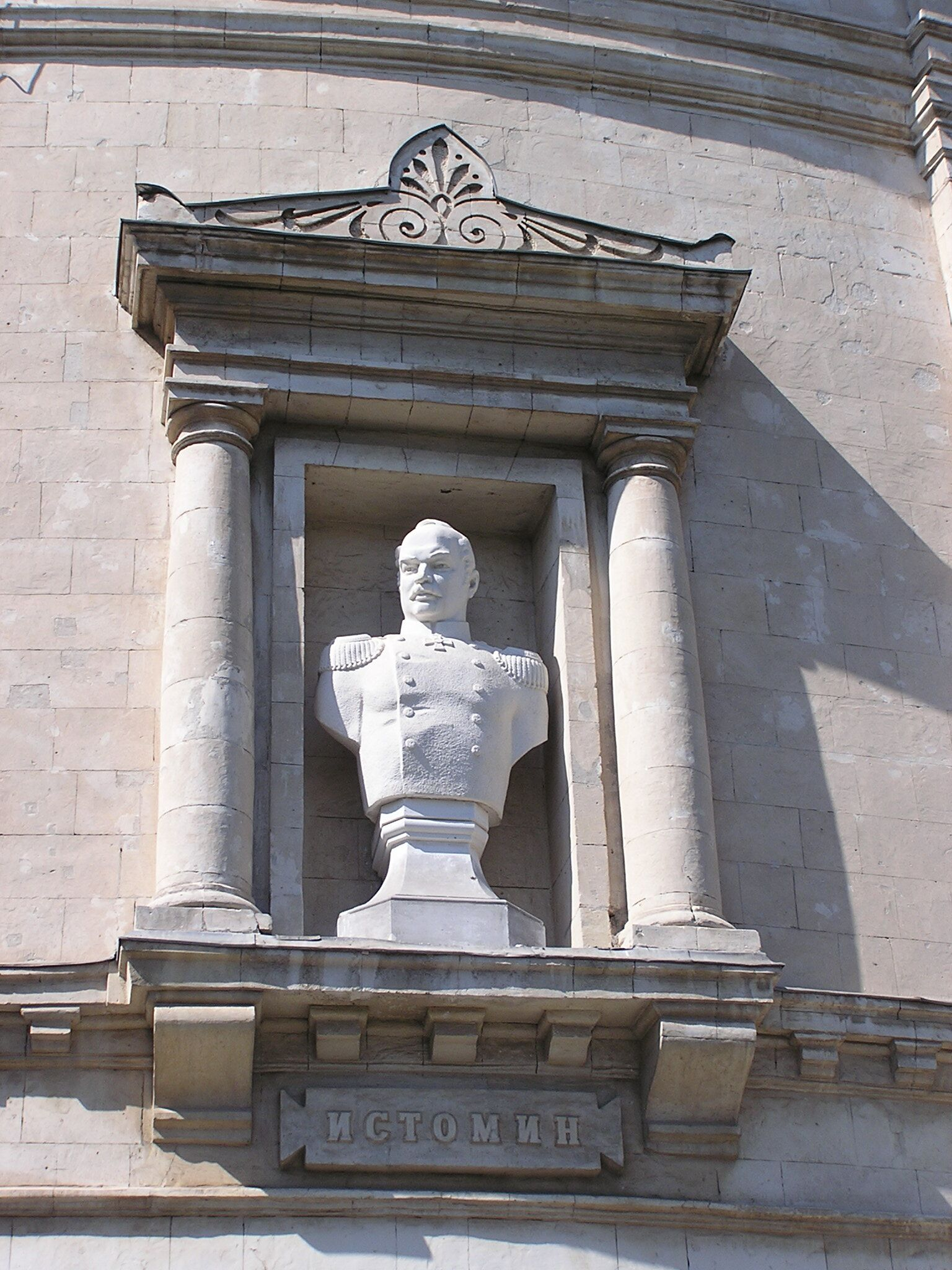
Бюст Істоміна.